# Deutsche Gesellschaft für Massenspektrometrie
Die Deutsche Gesellschaft für Massenspektrometrie (Abkürzung: DGMS) ging am 1. Juli 1998 aus der Arbeitsgruppe Massenspektrometrie (AGMS) der Gesellschaft Deutscher Chemiker e.V. (GDCh), der Deutschen Physikalischen Gesellschaft (DPG) und der Bunsen-Gesellschaft für Physikalische Chemie hervor.

## Auszug aus der Satzung über den Zweck des Vereins
Der Verein verfolgt die Förderung von Wissenschaft und Forschung insbesondere auf dem Gebiet der Massenspektrometrie. Die Zusammenarbeit sowie der Gedanken- und Erfahrungsaustausch der auf den Fachgebieten tätigen Wissenschaftler und Praktiker soll gepflegt werden. Das Interesse an der Massenspektrometrie und verwandten Techniken sowie Kenntnisse darüber soll weiteren Fachkreisen vermittelt werden.
Sie setzt die Traditionen der drei o. g. Ursprungsgruppen fort.
Hierzu dienen u. a.
- Ausrichtung von Tagungen
- Vergabe von Förderpreisen
- Gewährung von Zuschüssen an Studenten zur Teilnahme an wissenschaftlichen Veranstaltungen
- Förderung der Kontakte zwischen universitären Einrichtungen und Industrie zwecks Wissenstransfer.
- Unterstützung geeigneter Forschungsprojekte

## Fachgruppen
- Affinitätsmassenspektrometrie
- Element-Massenspektrometrie
- FT-MS
- LC/MS

## Preise (Auszeichnungen)
Die DGMS vergibt jährlich folgende Preise:
- Wolfgang-Paul-Studienpreis von der Firma Bruker-Daltonik GmbH (Bremen) für die besten Diplom- und Doktorarbeiten auf dem Gebiet der Massenspektrometrie
- Mattauch-Herzog-Förderpreis des Unternehmens Thermo Fisher Scientific (Bremen) für außerordentliche Leistungen in der Massenspektrometrie und
- Life-Science Preis von der Firma Applied Biosystems (Darmstadt) für herausragende Arbeiten im Bereich der Anwendung Massenspektrometrie in Biochemie, Medizin und Biotechnologie (2002 bis 2007).
- Preis für Massenspektrometrie in den Biowissenschaften von der Firma Waters.

## Sonstiges
Seit 1968 findet jährlich die viertägige Arbeitstagung der DGMS statt.